# Федоренко, Фёдор Михайлович

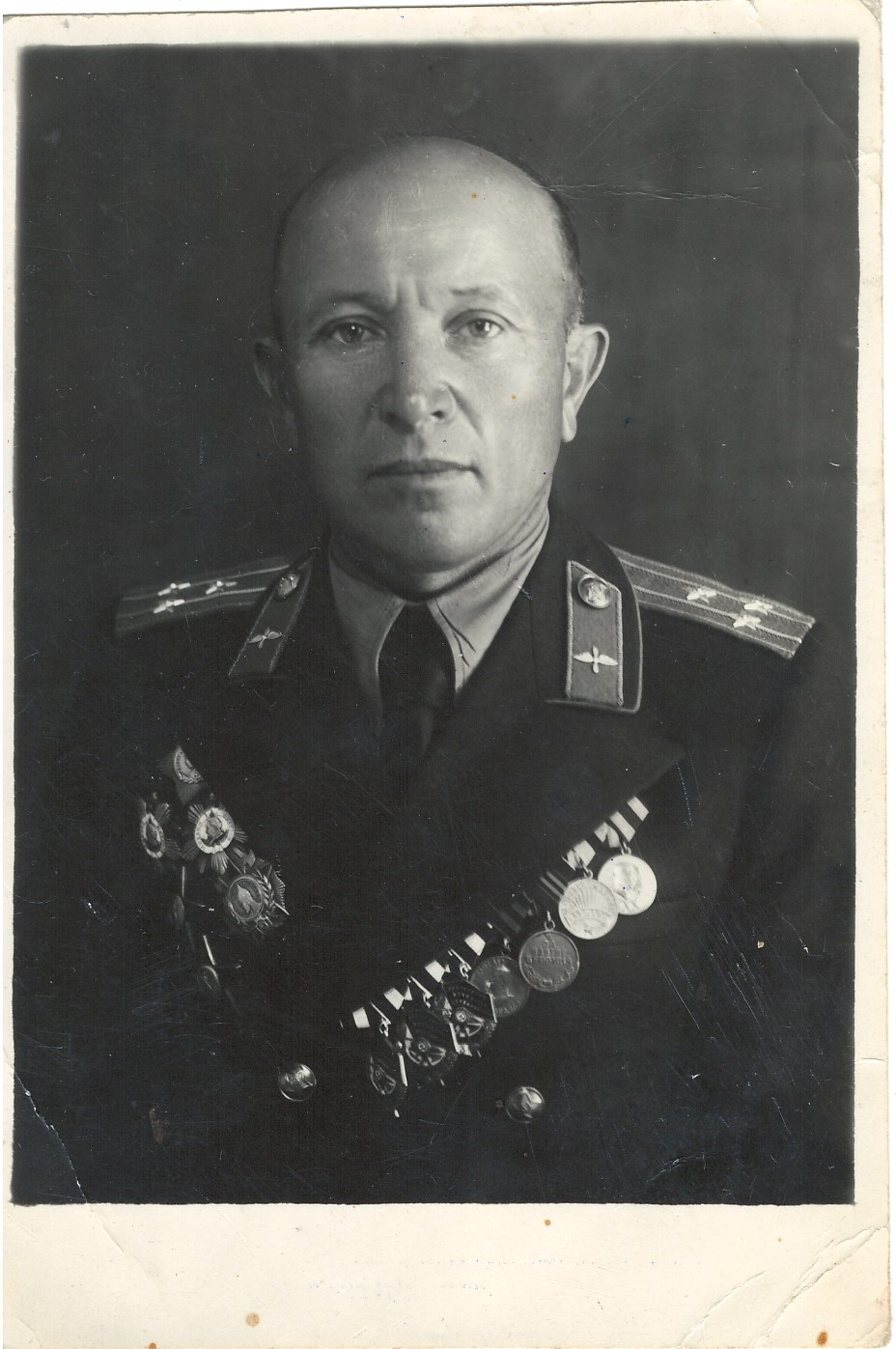
Федоренко Ф.М.

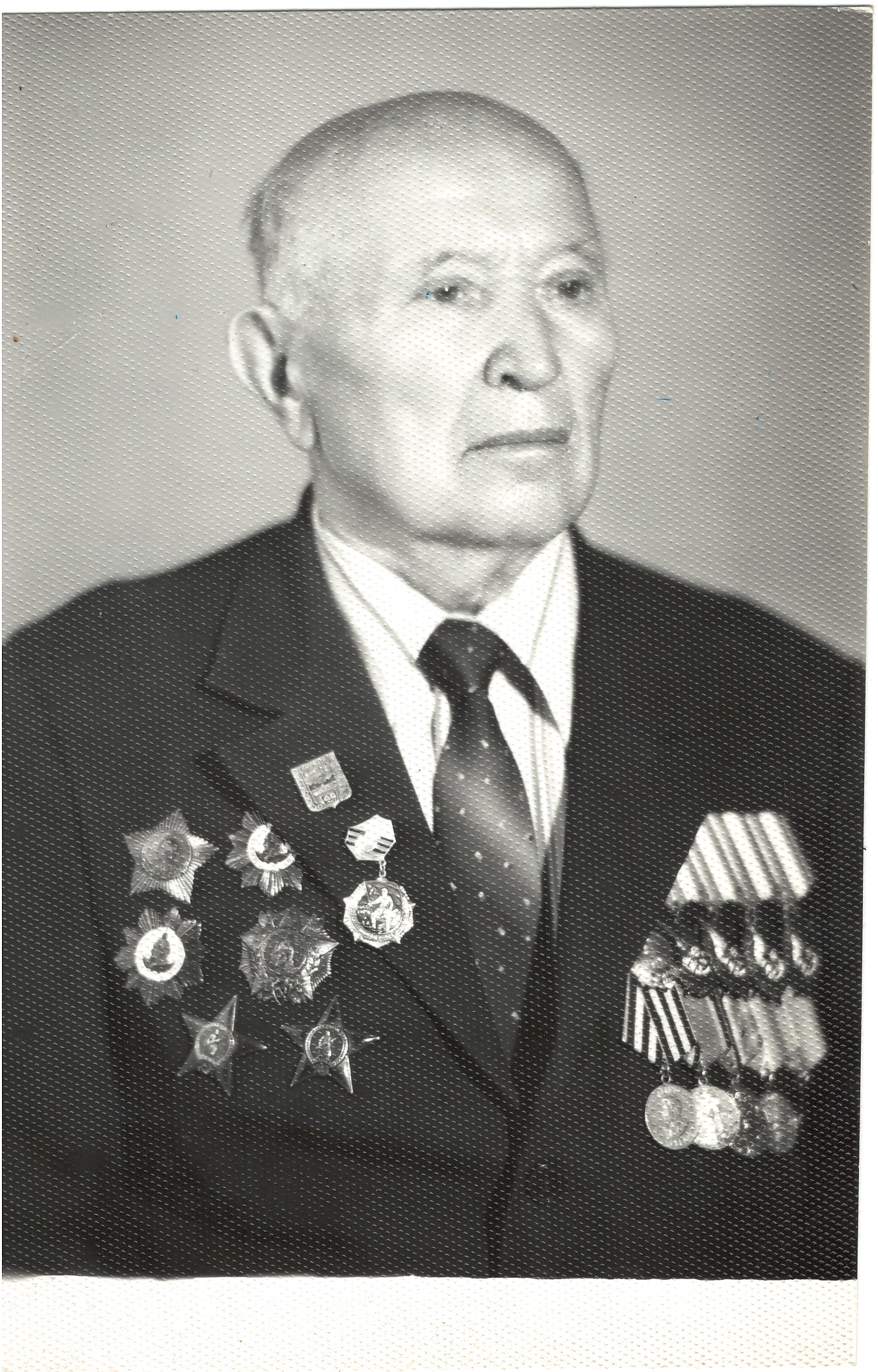

Фёдор Михайлович Федоренко (19 августа 1903 года, с. Шелестовка, Харьковская губерния, Российская империя — после 1985 года, СССР) — советский военный деятель, полковник (1940). Лётчик-бомбардировщик, участник Советско-финской и Великой Отечественной войн.

## Биография
Родился 19 августа 1903 года в селе Шелестовка, ныне в Меловском районе, Луганская область, Украина. Украинец.

### Военная служба
9 ноября 1925 года был призван в РККА и зачислен наводчиком в артиллерийский дивизион 21-го стрелкового полка в город Ромны. В июле 1926 года переведён в 17-й отдельный авиаотряд ВВС УВО в город Киев. Через 2 месяца был командирован в Ленинград в Военно-техническую школу ВВС РККА. В апреле 1928 года окончил её и назначен авиатехником в 41-й авиаотряд ВВС ЛВО в город Красногвардейск. С декабря 1928 года проходил обучение сначала в Военно-теоретической школе ВВС РККА в городе Ленинград, а с июня 1929 года — во 2-й военной школе летчиков им. Осоавиахима СССР. По окончании последней в 1930 года назначен младшим лётчиком в 15-ю истребительную авиаэскадрилью 15-й истребительной авиабригады ВВС БВО в город Брянск.
С января 1931 года служил младшим лётчиком и командиром отряда в 4-й дальнеразведывательной авиаэскадрилье в городе Смоленск. В 1932 году вступил в ВКП(б). В сентябре 1936 года капитан Федоренко был назначен инспектором-лётчиком по технике пилотирования 16-й авиабригады в г. Смоленск. В мае 1939 года переведён на ту же должность в 18-ю авиабригаду. В её составе принимал участие в походах Красной армии в Западную Украину и Белоруссию.
С началом Советско-финской войны участвовал в боях на Карельском перешейке. Указом ПВС СССР от 21 марта 1940 года за успешное выполнение боевых заданий командования награждён орденом Красного Знамени. В конце января 1940 года майор Федоренко назначен помощником командира 10-й скоростной ближнебомбардировочной авиабригады, с которой воевал на ухтинском направлении. За боевые отличия он 21 мая 1940 года награждён орденом Красной Звезды. После окончания боевых действий бригада вошла в состав ВВС КОВО и дислоцировалась в городе Белая Церковь. С 15 августа 1940 года Федоренко исполнял должность заместителя командира и врид командира 17-й авиадивизии.

#### Великая Отечественная война
С началом войны полковник Федоренко в должности заместителя командира 17-й авиадивизии воевал на Юго-Западном фронте. Участвовал в приграничном сражении и Киевской оборонительной операции. С сентября 1941 года по февраль 1942 года проходил обучение в Военной академии командного и штурманского состава ВВС Красной армии, затем был направлен заместителем командующего 7-й ударной авиагруппы Ставки ВГК. В её составе принимал участие в боях на Брянском фронте. С 7 июля 1942 года командовал 7-й запасной авиабригадой в составе ВВС Забайкальского фронта. В декабре был назначен заместителем командира 301-й бомбардировочной авиадивизии. В январе — марте 1943 года части дивизии в составе 3-го бомбардировочного авиакорпуса вели боевую работу на Брянском и Центральном фронтах.
С 26 марта 1943 года полковник Федоренко вступил в командование 301-й бомбардировочной авиадивизией и в этой должности находился в течение всей войны. В ходе Курской битвы дивизия в составе 16-й воздушной армии наносила бомбовые удары по скоплениям танков, живой силы и артиллерии противника в районах Новый Хутор, Ясная Поляна, Поныри, Ржавец и других. С переходом в контрнаступление под Курском и при освобождении Левобережной Украины её части вели боевую работу в районах Севск, Середина-Буда, Хутор Михайловский, Новгород-Северский, Пироговка, наносили бомбовые удары по жд станциям Грузское, Попово, Слобода, скоплениям живой силы противника в районах Севска. В октябре — ноябре 1943 года дивизия в составе Белорусского фронта успешно действовала в Гомельско-Речицкой наступательной операции, где совершила 458 боевых вылетов. В 1944 году дивизия под его командованием принимала участие в Рогачёвско-Жлобинской и Белорусской наступательных операциях, в освобождении городов Калинковичи, Рогачёв, Бобруйск. На заключительном этапе войны в 1945 году дивизия в составе 16-й воздушной армии 1-го Белорусского фронта принимала участие в Висло-Одерской, Восточно-Померанской и Берлинской наступательных операциях, в освобождении городов Лодзь, Познань, Шнайдемюль, Штаргард, Кюстрин, Альтдамм, Франкфурт-на-Одере, Берлин. За успешное выполнение боевых заданий командования ей было присвоено наименование «Гомельская», и она была награждена орденом Кутузова 2-й степени.
Во время войны Федоренко лично совершил 23 боевых вылета на бомбардировку войск и объектов противника.
За время войны комдив Федоренко был 4 раза персонально упомянут в благодарственных приказах Верховного Главнокомандующего.

#### Послевоенное время
После войны полковник Федоренко продолжал командовать той же дивизией. С октября 1946 года исполнял должность командира 27-го отдельного смешанного испытательного авиаполка Государственного Центрального полигона Министерства Вооружённых Сил СССР. С сентября 1950 года — заместитель начальника по летной части — начальник лётной службы Научно-испытательного полигона ВВС № 4 Донского ВО. С октября 1954 года состоял в распоряжении Управления кадров ВВС. 8 февраля 1955 года полковник Федоренко уволен в отставку.

## Награды
- орден Ленина (17.05.1951)[4]
- три ордена Красного Знамени (21.03.1940[2], 08.03.1945[5], 30.04.1946[4])
- орден Суворова II степени (29.05.1945)[6]
- два ордена Кутузова II степени (28.04.1944[7], 04.07.1944[8])
- орден Александра Невского (28.07.1943)[9]
- орден Отечественной войны II степени (06.11.1985)[10]
- два ордена Красной Звезды (21.05.1940[7], 03.11.1944[4])

медали в том числе:
- - «За победу над Германией в Великой Отечественной войне 1941—1945 гг.»
  - «За взятие Берлина»
  - «За освобождение Варшавы»
  - «Ветеран Вооружённых Сил СССР»

Приказы (благодарности) Верховного Главнокомандующего в которых отмечен Ф. М. Федоренко.
- За овладение городом областным и крупным промышленным центром Белоруссии городом Гомель — важным узлом железных дорог и мощным опорным пунктом обороны немцев на полесском направлении. 26 ноября 1943 года. № 46.
- За овладение крупнейшим промышленным центром Польши городом Лодзь и городами Кутно, Томашув (Томашов), Гостынин и Ленчица — важными узлами коммуникаций и опорными пунктами обороны немцев. 19 января 1945 года. № 233.
- За овладение городами Штаргард, Наугард, Польцин — важными узлами коммуникаций и мощными опорными пунктами обороны немцев на штеттинском направлении. 5 марта 1945 года. № 290.
- За овладение штурмом городом и крепостью Кистжинь (Кюстрин) — важным узлом путей сообщения и мощным опорным пунктом обороны немцев на реке Одер, прикрывающим подступы к Берлину. 12 марта 1945 года. № 300.